# 応城市
応城市（おうじょう-し）は中華人民共和国湖北省孝感市に位置する県級市。

## 地理
応城市は湖北省中部、江漢平原と鄂中丘陵の中間に位置している。東は雲夢県、西は京山市、南は漢川市、北は安陸市と接している。

## 歴史
454年（孝建元年）、南朝宋により安陸県南部に応城県が設置された。南北朝時代に雲夢県と合併し浮城県とされたが621年（武徳4年）、唐朝により再び応城県が設置された。1944年（民国33年）8月、県西部に応西県が設置されたが翌年3月に再び合併されている。
1986年5月27日、県級市に昇格し現在に至る。

## 行政区画
- 街道:城中街道、城北街道、四里棚街道、東馬坊街道、長江埠街道
- 鎮:田店鎮、楊河鎮、三合鎮、郎君鎮、黄灘鎮、天鵝鎮、義和鎮、陳河鎮、楊嶺鎮、湯池鎮

## 出身者
- 蔣作賓 - 清末・中華民国の革命家・軍人・政治家。孫文（孫中山）・蔣介石の側近。国民政府で初代駐日大使。